# سحنون (جنس)
السُحْنُون أو الباز المنشد (الاسم العلمي Melierax)، جنس طائر جارح من فصيلة البازيات. حديد الذهن، قوي الشكيمة، ربع الجثة طوله نحو 55 سم. موطنه شرق إفريقيا ووسط إفريقيا وجنوب إفريقيا. يألف مجاري المياه. قوته الأفاعي والحشرات. يلثن في الأشجار الرفيعة إناثه تحضن 4 رفنات نحو 4 أسابيع. يضم ثلاث أنواع.
| صورة | الاسم العلمي         | الاسم الشائع             | التوزيع                                                                  |
| ---- | -------------------- | ------------------------ | ------------------------------------------------------------------------ |
|      | Melierax metabates   | باز منشد داكن            | جنوب الصحراء الكبرى، ولكنها تتجنب الغابات المطيرة في حوض الكونغو الجنوبي |
|      | Melierax canorus     | سحنون غريد               | جنوب إفريقيا                                                             |
|      | Melierax poliopterus | Eastern chanting goshawk | شرق إفريقيا                                                              |